# Daniel Akaka

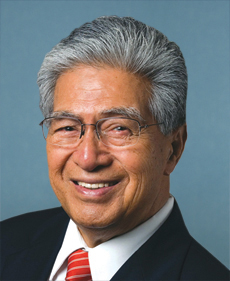
Daniel Akaka

Daniel Kahikina Akaka (* 11. September 1924 in Honolulu, Hawaii-Territorium; † 6. April 2018 ebenda) war ein US-amerikanischer Politiker der Demokratischen Partei. Er vertrat von 1990 bis 2013 den Bundesstaat Hawaii in beiden Kammern des Kongresses.

## Leben
Akaka diente von 1945 bis 1947 in der US Army, studierte danach an der University of Hawaiʻi in Manoa und erhielt dort 1952 seinen Bachelor of Education. Von 1953 bis 1960 arbeitete er als Lehrer. Sein erstes politisches Mandat übernahm er am 3. Januar 1977 als Abgeordneter im Repräsentantenhaus der Vereinigten Staaten, wo er die Nachfolge des in den US-Senat gewechselten Spark Matsunaga antrat. Akaka wurde sechsmal im Amt bestätigt.
Als Senator Matsunaga am 15. April 1990 starb, wurde Daniel Akaka von Gouverneur John Waihee zu dessen Nachfolger ernannt. Er wechselte innerhalb des Kongresses am 16. Mai 1990 in den Senat und wurde dreimal im Amt bestätigt. Zuletzt gewann er im Jahr 2006 mit 61,8 Prozent der Stimmen gegen die Republikanerin Cynthia Thielen. Zuvor hatte er sich bei der Primary der Demokraten mit einem Stimmenanteil von 53 Prozent gegen den Kongressabgeordneten Ed Case durchgesetzt. Von 2007 bis 2011 war Akaka im Senat Vorsitzender des Veteranenausschusses; im Januar 2011 übernahm er vom ausgeschiedenen Byron Dorgan die Leitung des Committee on Indian Affairs.
Am 2. März 2011 gab Akaka als siebter amtierender Senator bekannt, dass er sich bei der Wahl 2012 nicht erneut um sein Mandat bewerben werde. Es sei „der richtige Zeitpunkt“ für seinen Rücktritt, erklärte der zu diesem Zeitpunkt 86-jährige Senator. Als seine Nachfolgerin wurde die demokratische Kongressabgeordnete Mazie Hirono gewählt, die ihn dann am 3. Januar 2013 ablöste.